# ヨーゼフ・メンゲレ
ヨーゼフ・メンゲレ（Josef Mengele、1911年3月16日 - 1979年2月7日）は、ドイツの医師、人類学者、親衛隊大尉。戦時下においてアウシュヴィッツ強制収容所にて幾多の残虐な人体実験を行った戦争犯罪人としても広く知られる。
1937年から人類生物学者、遺伝学者のオトマー・フライヘル・フォン・フェアシューアーの助手として働いた後、メンゲレは1940年に武装親衛隊に志願した。アウシュヴィッツ＝ビルケナウ強制収容所で収容人の選別を行い、人体実験を行った。戦後は南米各地を転々とし、逃亡生活を送っていた。1949年7月に元SSメンバーのラットラインの支援を受けてアルゼンチンに航海した。彼は当初ブエノスアイレスとその周辺に住んでいたが、1959年にパラグアイに、1960年にブラジルに逃げ、その間ずっと西ドイツ、イスラエル、そして彼を裁判にかけたいと思っていたサイモン・ヴィーゼンタールなどのナチ・ハンターに求められていた。メンゲレは、西ドイツ政府による身柄引き渡し要求とイスラエルの諜報機関モサドによる綿密な秘密工作にもかかわらず、ついには身柄確保に至らなかった。
1964年初頭、フランクフルト大学およびミュンヘン大学は、ヒポクラテスの誓いを破ったこと、アウシュヴィッツで殺人の罪を犯したことを理由に、彼の医学と人類学における博士号を取り消した。
1979年2月7日、サンパウロ州ベルティオガの海岸で海水浴中に脳卒中を起こし死去。67歳没。

## 来歴

### 生い立ち
メンゲレはドイツ南部バイエルン王国ギュンツブルクの裕福な農業機械工場経営者、カール・メンゲレとその妻・ワルブルガの間に、3人息子の長男として生まれた。弟にカール・メンゲレ（1912年 - 1949年）およびアロイス・メンゲレ（1914年 - 1974年）がいた。
大学時代はミュンヘン大学、ウィーン大学、ボン大学で遺伝学、医学、人類学を研究し、1935年に下顎構造の人種間の差に関する研究で人類学の博士号を得た。1937年、フランクフルト大学では指導教官オトマー・フライヘル・フォン・フェアシューアーの下で助手として遺伝生物学と民族衛生学を研究した。1938年には「口唇口蓋裂の家系調査」の研究で医学博士号を取得した。
両方の博士号はアウシュヴィッツでの犯罪を理由に取り上げられた。

### ナチス入党

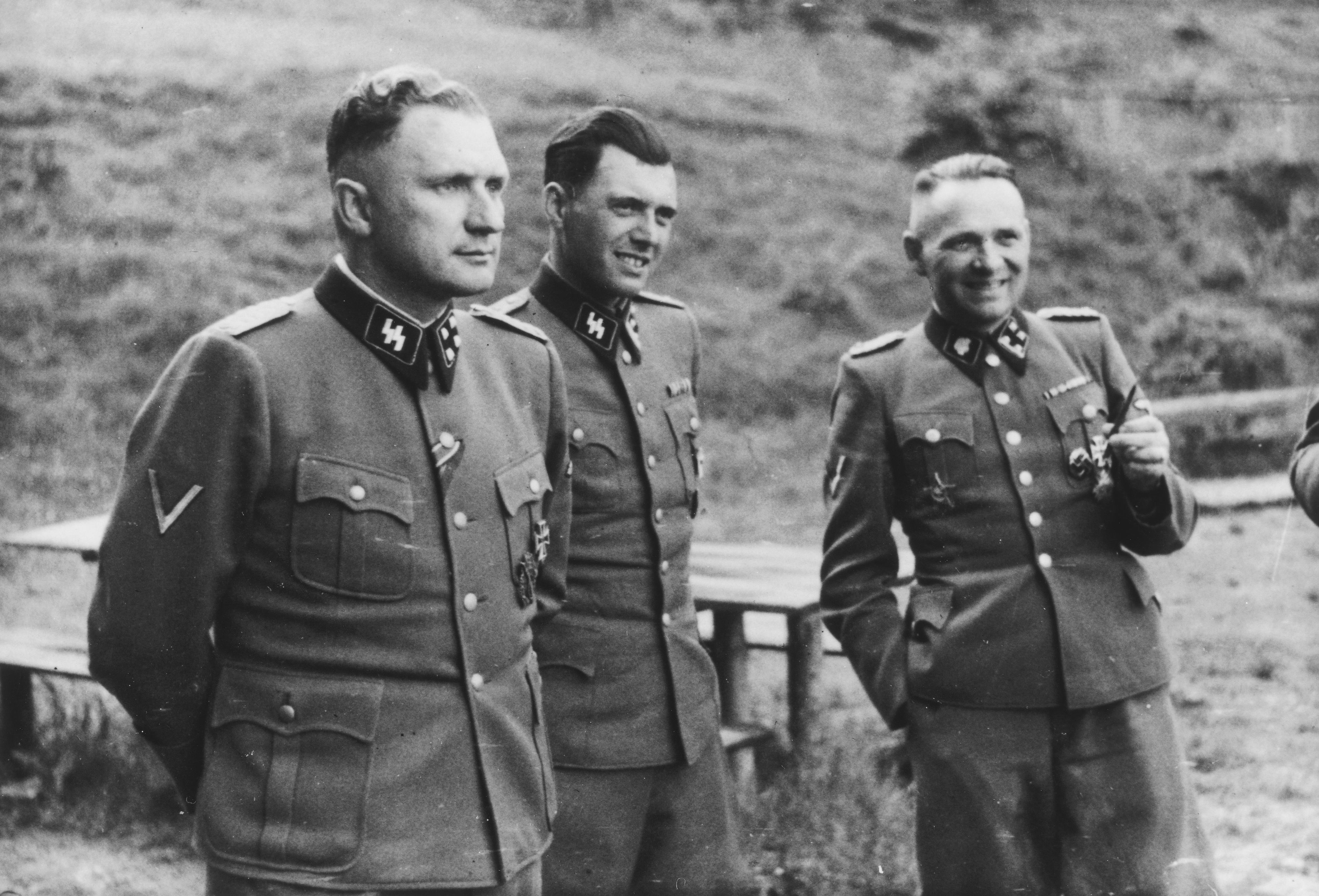
アウシュヴィッツ強制収容所にて撮影（左からリヒャルト・ベーア、ヨーゼフ・メンゲレ、ルドルフ・フェルディナント・ヘス）

1931年、20歳のときにヴァイマル共和国に反対する右翼政治団体である鉄兜団に加わる。同団体は1933年の国家社会主義ドイツ労働者党（ナチ党）の政権獲得後、ナチス突撃隊に吸収される。その後、健康上の問題を理由に退団し1937年にナチ党に入党。1938年にSSに入隊。1938年から1939年まで6か月間、チロルの第137山岳兵連隊にて義務兵役に就く。
1939年、最初の妻となるイレーネと結婚して息子をもうけ、ロルフと名付けた。1940年に武装親衛隊に志願、最初は予備医療部隊、次いで第5SS装甲師団「ヴィーキング」に軍医として配属され、東部戦線に従軍するが、1942年に負傷した。第一級・第二級鉄十字章、黒色戦傷章、東部戦線従軍記念メダルなどを授与された。1943年4月20日に親衛隊大尉に昇進。同年5月30日にアウシュヴィッツ強制収容所に配属された。
メンゲレは、アウシュヴィッツに21か月間（1943年5月30日 - 1945年1月17日）勤務し、「死の天使」とも渾名された。囚人の乗せられた貨車がアウシュヴィッツに到着した時、メンゲレはプラットフォームに立ち、降りてくる囚人の誰が仕事と実験に役立つか、また誰がガス室に送られるべきかを選別・指図した。人体実験を行った理由は、自分の出世のために実験結果をどうしても認めさせる必要があったからであるが、メンゲレは義務としてユダヤ人を淘汰させることが本当に正しいかどうかで葛藤していたと言われている。また、戦後生き残った生存者の証言によると、メンゲレはクラシック音楽を愛好し、選別作業中や人体実験の合間に口ずさんでいたと証言している。

### 人体実験
ヨーゼフは実験対象である囚人をモルモットと呼び、囚人達に致命的外傷を与える実験などを繰り返した。
彼はナチズムの信奉者であったが、ユダヤ人に関してはアドルフ・ヒトラーや他の信奉者とは全く違った見解を持っていた。一般的なナチズムの信奉者は社会ダーウィン主義に基づき劣等民族であると考えていたが、彼の主張はエリート層にユダヤ人が多いことから「世界で最も優れた民族はドイツ人とユダヤ人であり、どちらかが世界を支配する。しかしユダヤ人が支配することを私は望まない」という極めて変わったものだった。ただ後年、息子ヘルマンが著したノンフィクション『Vati』の中では、野生生物の優勝劣敗の掟をたとえに挙げて、ヒトラーたちとさほど変わらない優生学、選民思想を説いていたという。

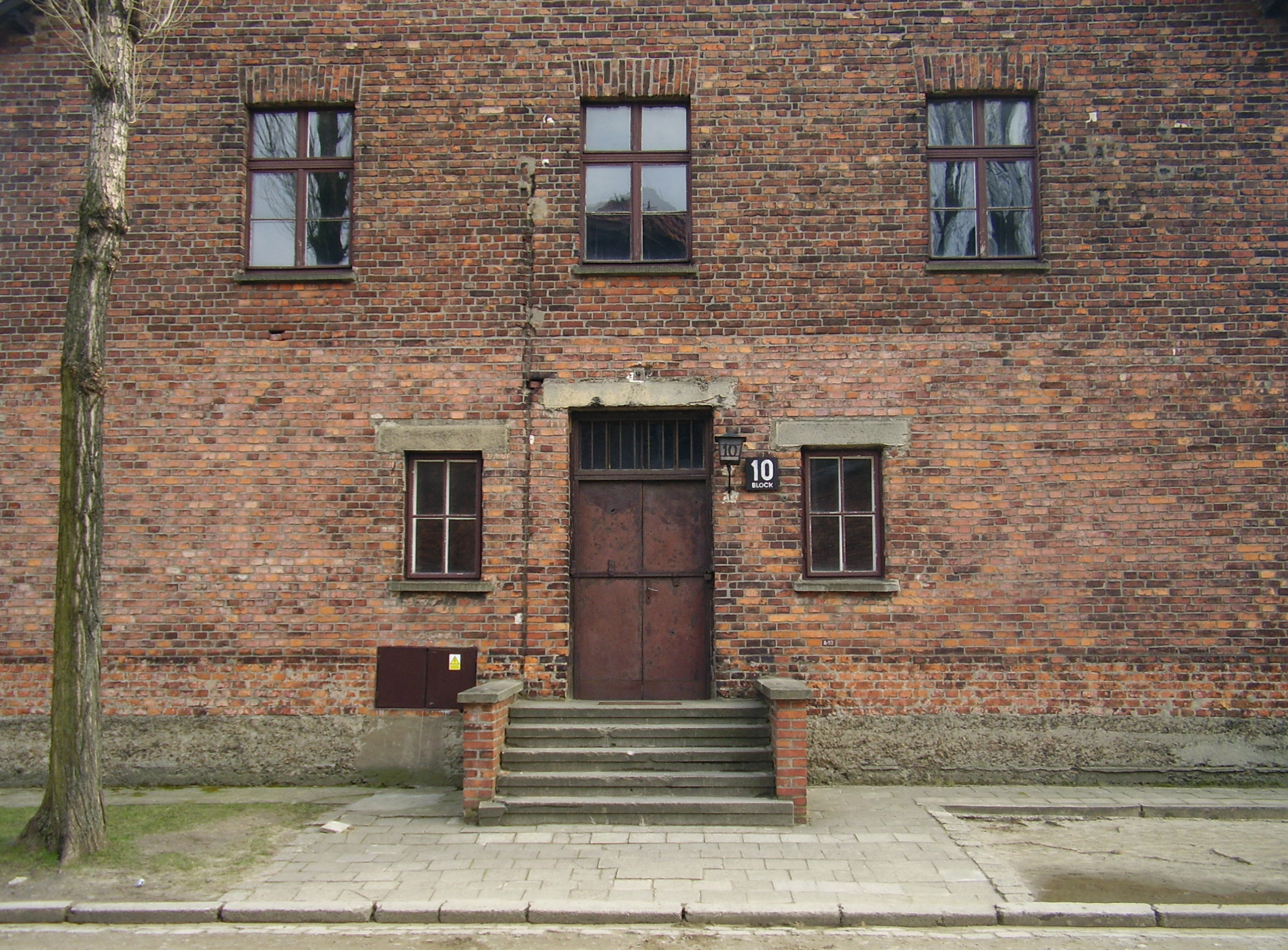
アウシュヴィッツの第10ブロック。ここでメンゲレが実験を行っていた

ヨーゼフはまた、双子に特別な興味を持っていた。双子に対する実験は1944年に始まり、ヨーゼフの助手はプラットフォームに立ち「双子はいないか、双子はいないか」と叫び何千もの実験対象を集め、特別室に収容した。実験のほとんどは倫理を無視したものだった。当初の実験は身体を比較するだけであったが徐々にエスカレートしていき、子供の目の中へ化学薬品を注入して瞳の色を変更する実験などその他の残忍な外科手術が行われた。他にも、2つの同じ臓器が1つの身体で正常に機能するかを確認するために、双子の背中同士を合わせて静脈を縫い合わせることで人工の「結合双生児」を作ることを試みた。この癒着した双子は目撃の証言も多く残され、二人は痛みに泣き止まないばかりか姿があまりにも見るに耐えなかったため、手術の3日後に両親によって窒息死させられたという（モルヒネを用いたという説も存在する）。
ヨーゼフの実験対象にされ実験から生還できた囚人達も、そのほとんどが解剖されて殺害され、役に立たない実験体は処分された。双子達はヨーゼフを「おじさん」と呼び、ヨーゼフも双子の、特に少女を車に乗せて楽しげにドライブしたと言われるが、その双子達も次の週には解剖台の上に乗せられた事を側近の医師達も理解できなかったという。戦争が終結する直前に人体実験の証拠隠滅のために囚人を皆殺しにすることを試みたが、毒ガスが底をついたので解放している。この時、約3,000人の双子のうち180人が生き延びたが、後遺症や精神的ショックが後を引いた。
ベルリンのカイザー・ヴィルヘルム協会人類学・優生学研究所所長となっていた恩師、オトマール・フォン・フェアシュアーにメンゲレが送ったトラック2台分の記録は後に破却され、メンゲレの仕事の全貌はもはや知られることはなくなった。一方オトマールは戦後告発されずにミュンスター大学遺伝学教授として人生を全うし、1969年に没した。2001年、戦後56年を経てベルリンを訪れた生き残りの8人の双子に対して、カイザー・ヴィルヘルム協会の後継組織であるマックス・プランク協会の会長フーベルト・マルクル（de:Hubert Markl 1938年 - 2015年）は謝罪した。

### 戦後

#### 逃亡前
1945年1月17日、ソ連赤軍がアウシュヴィッツ収容所を解放する直前、メンゲレはグロース・ローゼン強制収容所へ移った。ドイツ敗戦後は国防軍兵士になりすまし、バイエルンでアメリカ軍の捕虜となった。しかし、本来SS隊員は負傷した時のために腕に血液型の入れ墨（親衛隊血液型入れ墨）を彫ってあるところ、メンゲレはその入れ墨をしていなかったため、アメリカ軍はメンゲレがSS隊員だと気づかずそのまま解放した。その後、ドイツ南部のマンゴルディングの村に身を潜め、フリッツ・ホルマンの偽名を用い農家の住み込みとして働く。この時、ニュルンベルク裁判では同僚であったカール・ゲープハルトらが被告として出廷しており、この裁判でメンゲレの名前も何度か挙げられていたが、連合軍側ではメンゲレは既に死亡したものとみなしていた。この「医者裁判」によりゲープハルトら7名は1948年に処刑されている。

#### 南米へ逃亡

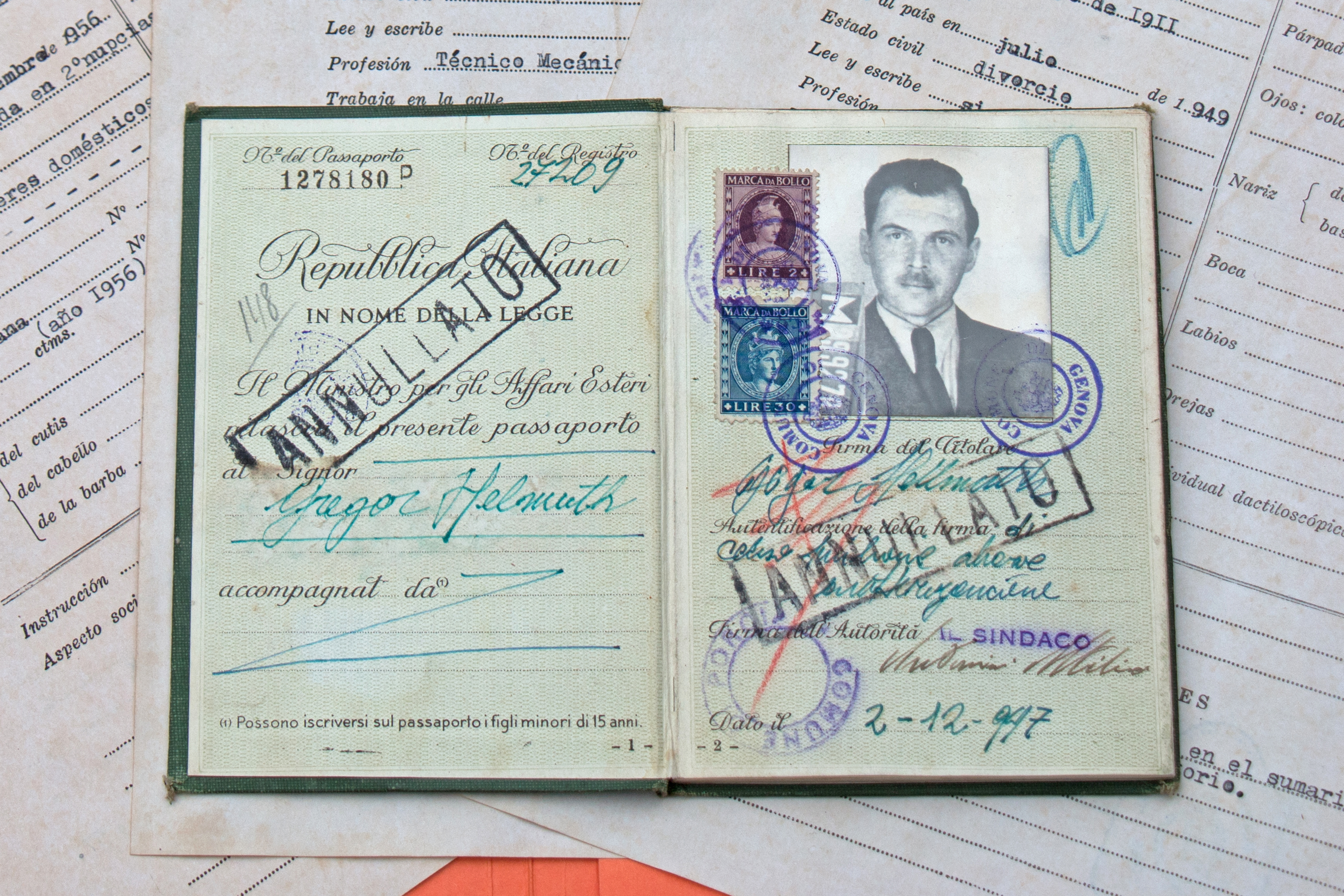
メンゲレのパスポート

1949年、戦争犯罪追及を逃れようとする元ナチ党員の多くとともに、メンゲレはアルゼンチンに逃亡し、中絶手術医など種々の仕事に就いたのち、母国の富裕な家族の支えで薬品会社の共同経営者になる。
1949年から1959年の間、彼はブエノスアイレスに住み、家族の財政的支援を受けた。
1954年、メンゲレは妻・イレーネと離婚し、1956年には変名でドイツを訪れ、1958年に弟・カールの未亡人のマルタと再婚した。なお、イレーネとの離婚の際、離婚手続きを行うためにドイツ大使館に出向いて書類に本名で記載している。この書類とともに提出された写真が戦後公式記録に残る唯一の写真となった。
彼女と息子はメンゲレに会うためにアルゼンチンへ移る。1960年のアドルフ・アイヒマン逮捕以降、イスラエルの追及を逃れるためにチリのコロニア・ディグニダなど、南米諸国を転々とする彼を追い詰めようと国際逮捕状が出されるなどの国際的な捜査が行われた。しかしドイツ人コミュニティやこれらの政府の助けにより、様々な名で隠れ住んだ彼は逮捕されることなく戦後35年間を生き延びた。
メンゲレが1960年代に訪れていたカンディド・ゴドイというブラジルの村では、ナチスの主張する「アーリア人的特徴」を備えた双子が次々に生まれる現象が起きている。この村では1960年代にメンゲレ風の医者に薬を提供された証言が残っており、実際にこうした現象が起きていることからメンゲレの実験が成功したとみる学者もいる。だが、孤立され比較的に近親交配率が高い小さな村で双子が多く生まれるのはカンディド・ゴドイだけではなく、しかもこの村で双子が生まれる高い確率は1990年代までも続いていたため、メンゲレが直接関係していた可能性は薄いとブラジルの学者は主張している。

### 死去
メンゲレはパラグアイとブラジルで暮らしたが、自身の日記や会社の同僚によると、追跡の恐怖に怯えており、小さな物音にさえ動揺するほど精神衰弱していたという。1979年、サンパウロ州ベルティオガの海岸で海水浴中に脳卒中によって溺死した。その後、遺体は火葬され、ブラジル政府が保管している。1992年に遺骨のDNAテストで本人であることが確認された。

## 死後
メンゲレの死が判明する前の1985年、実験を受けた双子の被害者らの一行が、アウシュヴィッツを訪れ、国際社会に対しメンゲレが逃亡のまま放置されていることに抗議するアピール活動を行った。そのうちの一人エヴァ・コーは、1986年アメリカ連邦議会でのホロコ－スト追悼記念式典でやはりアウシュヴィッツ生還者でノーベル平和賞受賞者の作家エリ・ヴィーゼルのスピーチ中に、プラカードを掲げて叫び声をあげて、メンゲレに関する調査を求めている。
2008年9月、アイヒマン拉致作戦に従事したイスラエル諜報特務庁（モサド）の元工作員で、オルメルト政権時に閣僚であったラフィ・エイタンがエルサレム・ポストとのインタビューで語ったところでは、モサドはすでに当時メンゲレがアイヒマンと同じくアルゼンチンのブエノスアイレスに潜伏していることをつかんでいたが、メンゲレを捕まえることによってアイヒマンが逃亡するのを恐れ、メンゲレ拘束には踏み切らなかったという。
さらにエイタンによると、モサドは情報提供者をメンゲレと接触させており、彼が不定期にブエノスアイレスに戻り、市内のアパートで妻とともに生活していることまで把握していたという。その時点でモサドはアイヒマンを拘束し彼の身柄を押さえていたが、メンゲレの拘束はアイヒマンをイスラエルへと出国させる段階でリスクになると判断し、この時は逮捕を見送った。アイヒマン逮捕が世界に知れ渡った後、モサドは再びメンゲレが潜伏していると見られるアパートを急襲したが、すでに逃亡した後であった。2年後、モサドはメンゲレがブラジルのサンパウロにいることをつかんだが、再びメンゲレは逃亡し、完全に見失ったという。
2007年9月17日、アメリカ合衆国ホロコースト記念博物館はアウシュヴィッツで撮影されたこれまで未公開のアルバムを公表した。その中には、これまで知られていなかったメンゲレが写った写真が8枚含まれている。

## 人物
- 収容所の囚人たちはメンゲレは背が高くハンサムで親切な人物であったと評している[34][10][35]。
- メンゲレは、収容所の囚人を用いて人体実験を繰り返し行った。実験の対象者やただちにガス室へ送るべき者を選別する際にはSSの制服と白手袋を着用し、クラシック音楽の指揮者さながらに作業にあたったと伝えられ、メンゲレの姿を見た人々からは恐れられていた[10]。
- 戦後ついに死ぬまで逃げおおせた著名な戦犯の一人である。モサドは彼の目撃情報をつかむたびに迅速に動いたが、そのたびにメンゲレは跡形もなく消えていた。これにはナチ・ハンターのサイモン・ヴィーゼンタールも「あと2年もあれば彼を捕まえられたのだが」と舌を巻いた。
- 存命中に息子をブラジルへ招待しており、当時の写真は現在も残っている[7]。このことについて息子は「警察に引き渡すなんてできなかった」と語っている。息子が人体実験について父メンゲレに質問したところ「息子よ、お前も新聞に書かれていることを信じるのか。全て嘘だ。お前の母に誓って言おう。決して人に危害をかけたことなどない」と答えたという[36]。

## 語録
- 「この世には勝れた民族が二つ存在する。ドイツ人とユダヤ人だ。世界を支配するのは、そのどちらかの民族でなければならない」[17]
- 「前線の軍医も、ある種選別を行わなけれならない。必要な手術をどの順番で行えば好いのかを決め、それによって負傷者の生死を左右する。アウシュビッツで労働能力のある者を選別したのも、同様のことだ」[37]
- 「戦時中にはどんな国だって収容所を設け、危険分子や妨害行為者となり得る外国人・スパイとして国を売る可能性のある無価値な人間・売春婦・ジプシー・そして職業犯罪人を収容することが不可欠だ」
- 「私は命令に従っただけだ。アウシュビッツでは、さもなければ逆の立場になっていただろう」
- 「我々があの蚊を叩き潰すのは、それが我々の環境を脅かし、刺されると病気が感染するからだ。ユダヤ人もそれとおなじだ」
- 「ドイツ科学の一兵卒としての私の義務は生物学から見た有機的共同体を守り、血を浄化、異物を排除することにあった」
- 「私が命令に従ったのは、ドイツを愛してたからだし、それがドイツを率いる総統の政策だったからだ。我々の総統の命令に従って、法律的にも精神的にも任務を遂行するのが私の義務だった。私には選びようがなかった。アウシュヴィッツを、ガス室を、焼却炉を作ったのは私ではない。私にはたくさんある歯車のうちの一つでしかなかった。一部にやりすぎがあったとしても、その責任は私にはない。」
- 「優等人種であるわれわれドイツ人は立ち上がらなければならなかった。われわれは自然に基づく社会を守り、アーリア人種の永遠性を確保するために新たな活力を注入しなければならなかった」

## 関連作品

### 文学
- 『ブラジルから来た少年』（アイラ・レヴィン著、早川書房ハヤカワ文庫 1976年）
- 『復讐者たち』（マイケル・バー＝ゾウハー著、広瀬順弘訳、ハヤカワ文庫NF 1989年）
- 『ヨーゼフ・メンゲレの逃亡』（オリヴィエ・ゲーズ著、高橋啓訳、東京創元社、2018年)

### 映像作品
- ドキュメンタリー 『ヒトラーの側近たち』シリーズ 第2集『ヨーゼフ・メンゲレ 死の天使』（第2ドイツテレビ、1998年）
- ドキュメンタリー 『ナチス 残酷医師の双子研究』（ナショナル・ジオグラフィック）
- 映画 『マラソンマン』（監督ジョン・シュレシンジャー、出演ダスティン・ホフマン、ローレンス・オリヴィエ、1976年）
- 映画 『ブラジルから来た少年』（監督フランクリン・J・シャフナー、出演グレゴリー・ペック、ローレンス・オリヴィエ、1978年）
- 映画 『マイ・ファーザー 死の天使』（監督エジディオ・エローニコ、出演チャールトン・ヘストン、トーマス・クレッチマン、2003年）
- 映画 『見知らぬ医師』（監督ルシア・プエンソ、出演アレックス・ブレンデミュール、2013年）
- 映画 『顔のないヒトラーたち』（監督ジュリオ・リッチャレッリ、出演アレクサンダー・フェーリング、2014年）

### 音楽
- 『エンジェル・オブ・デス』（スレイヤー）
- 『サイコマン』（ブラック・サバス）
- 『エンジェル・オブ・デス（英語版）』（シン・リジィ）